# Michael Lin
Michael Ming Hong Lin (Tokio, 1964) is een Taiwanese schilder, textiel- en video-kunstenaar.

## Leven en werk
Lin werd geboren in Japan, groeide op in Taiwan en trok al op jonge leeftijd naar de Verenigde Staten, waar hij design studeerde. In 1993 keerde hij terug naar Taipei en maakte naam als textielkunstenaar, waarbij hij gebruikmaakt van Japanse en Chinese bloemmotieven. Hij nam in 2001 deel aan de Biënnale van Venetië en stelt zijn werk wereldwijd tentoon. Voor vele musea maakt hij ter plekke (vaak omvangrijke) vloer- of wanddecoraties in zalen, entréeruimtes, museumcafés.
De kunstenaar leeft en werkt in Taipei en Parijs.

## Enkele werken
- Tulpenvloer (2002)[1], atrium van het stadhuis in Den Haag
- Gallery 5 Wall (2002)[2], Queensland Art Gallery in Brisbane
- Decoratie Palais de Tokyo (2002/03), Musée d'Art Moderne de la Ville de Paris in Parijs
- Garden Passage (2003), receptie van de Fundación NMAC in Vejer de la Frontera
- Grind (2005)[3], café PS 1 van MoMA PS1 in New York
- Georgia Street Plaza Mural (2010))[4] façade van de Vancouver Art Gallery in Vancouver